# アドルフ・フィッシャー (美術収集家)

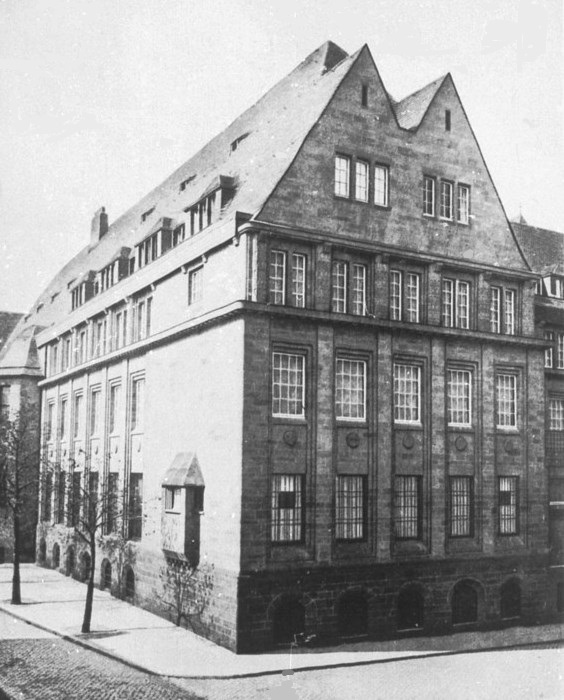
第二次世界大戦以前のケルン市立東洋美術館

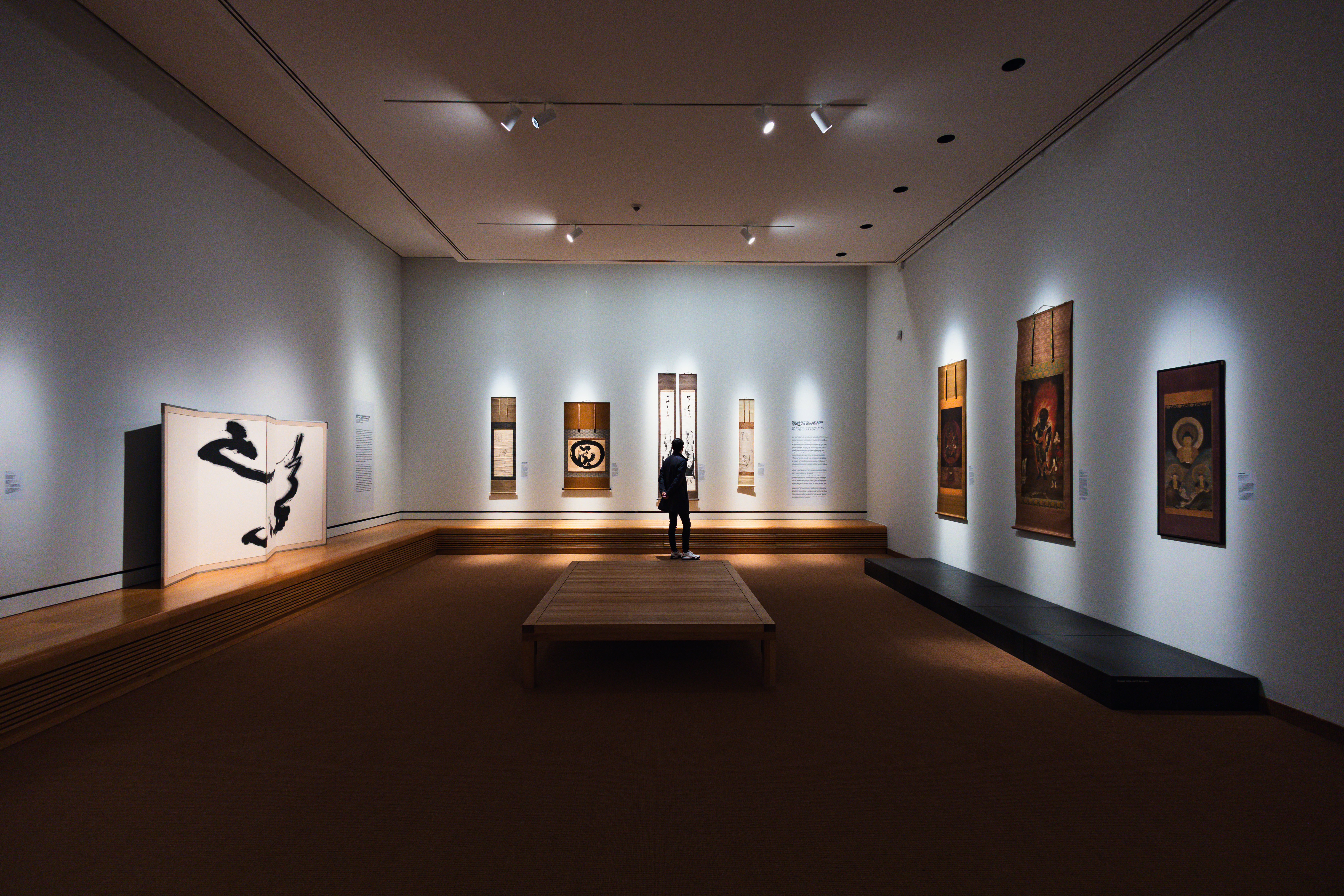
現在のケルン市立東洋美術館の館内

アドルフ・フィッシャー（Adolf Fischer、1856年5月4日 - 1914年4月13日）は、オーストリア生まれの美術収集家である。日本の美術品を収集し、ドイツのケルン市立東洋美術館の設立に貢献した。

## 略歴
ウィーンで有力な実業家の3人の男兄弟と3人の姉妹のうちの次男に生まれた。スイスのチューリッヒで教育を受け両親の会社のひとつで商売の訓練を受けるが、両親の希望とは異なり、ウィーンの宮廷俳優のJoseph Lewinskyのもとで俳優の修行を始めた。ベルリン国立劇場と契約し、その後1883年にケーニヒスベルクの市民劇場の監督になるが、1886年にはその仕事を辞め、1887年にはアメリカに渡り、公演旅行をして俳優を辞めた。
しばらくイタリアに住んでイタリア美術を学んだ後、各地を旅した。ミュンヘンやベルリンに住み、1892年の7月末から世界一周の旅をし、初めて日本を訪れた。1896年からベルリンで美術の民間研究者として研究を続け、東洋で購入した美術品をベルリンの中心Nollendorfplatz近くの住まいで展示した。民俗学の研究もした。18歳年下で、会社経営者の娘フリーダ（Frieda Bartdorff: 1874-1945）と知り合い、1897年に結婚した。新婚旅行でウィーン、アフマダーバード、香港、台湾、日本を訪れ、1899年にベルリンに戻った。
新たにフィッシャー夫妻が入手した美術品は、1900年初めに開かれた第6回ウィーン分離派展で展示された。1901年にフィッシャー夫妻は美術品を展示した住まいを手放し、コレクションをベルリンの民族学博物館に移した。1901年、夫婦は再びアジアを旅した。 1904年から1907年まで北京のドイツ大使館で雇われ、ドイツの美術館のために美術品を収集する仕事をし、1905年2月から上海の総領事館に、11月から北京の大使館に勤務し、この間、日本にも旅した。自らのコレクションのために美術品を入手することも許されていた 。1907年9月まで中国に滞在した。
1902年以来、フィッシャー夫妻は東洋美術のための美術館の設立を構想し、はじめキール市と交渉し1908年からキール市の体育館に作品の保存が可能になったが、キール市が博物館を建設する資金が無かったことから1909年にキール市との契約を打ち切り、1909年にケルン市が博物館の建設の資金を提供し、フィッシャー夫妻に終身職員として雇用するという条件で約900点の展示品と膨大な蔵書をケルン市に寄贈するという契約が成立し、1913年から新しいケルン市立東洋美術館の建設が始まり、1914年に開館したが数か月後にアドルフ・フィッシャーは亡くなり、妻のフリーダが館長を引き継いだ。

## 日本語訳
- アドルフ・フィッシャー『100年前の日本文化　オーストリア芸術史家の見た明治中期の日本』 金森誠也・安藤勉 訳、中央公論社、1994
  - 『明治日本印象記　オーストリア人の見た百年前の日本』 金森誠也 訳、講談社学術文庫、2001
- フリーダ・フィッシャー『明治日本美術紀行　ドイツ人女性美術史家の日記』 金森誠也 監修、安藤勉 訳、講談社学術文庫、2002